# (1228) Scabiosa
Scabiosa és l'asteroide número 1.228 situat en el cinturó principal. Va ser descobert per l'astrònom Karl Wilhelm Reinmuth des de l'observatori de Heidelberg, Alemanya, el 5 d'octubre de 1931. La seva designació alternativa és 1931 TU. Rep el nom pel gènere Scabiosa, un grup de plantes de la família de les dipsacàcies.